# Petrivka, Hlobîne
Petrivka (în ucraineană Петрівка) este localitatea de reședință a comunei Petrivka din raionul Hlobîne, regiunea Poltava, Ucraina.

## Demografie
Componența lingvistică a localității Petrivka
     Ucraineană (96,88%)
     Rusă (2,85%)
     Alte limbi (0,28%)
Conform recensământului din 2001, majoritatea populației localității Petrivka era vorbitoare de ucraineană (96,88%), existând în minoritate și vorbitori de rusă (2,85%).